# Sigfrith d'York
Sigfrith le Jarl ou Sigeferth  d’York  (vieux norrois : Sigfrøðr) (mort vers 899) est un Viking et un prétendant au royaume de Dublin puis un souverain du  royaume viking d'York en Northumbrie de 895 à 899.

## Le viking
Sigfrith ou Sigeferð piraticus est un Viking originaire de Northumbrie qui à la tête d’une puissante flotte de 40 navires pratique la piraterie sur  les côtes anglo-saxonnes du Wessex et du Devon dont il est repoussé par les forces du roi Alfred le Grand. En 893, du Devon il pénètre en mer d’Irlande où il poursuit ses attaques contre les possessions des Uí Ímair. Sigfrith, connu dans les annales irlandaises sous le nom du « Sichfrith le Jarl », est appelé par un parti lorsqu’il parvient en 893 à évincer le roi Sigtryggr Ier de Dublin. L’année suivante, ce dernier réussit à se rétablir à Dublin et le Jarl Sigfrith doit regagner la Northumbrie.

## Roi d’York
Après la mort de Gothfrith d'York en 895, Sigfrith est choisi comme roi par les Vikings locaux qui étaient sans doute lassés de la période de paix et de soumission à l’Église imposée par le souverain précédent. On possède des pièces de monnaie frappées à son nom: SIEFREDVS 
ou SIEVERT.
Sigfrith disparaît dans des circonstances inconnues vers 899, car il était déjà mort sans doute naturellement lorsque le Viking danois Knut tente de s’imposer comme roi et que les Anglo-Saxons font appel au prince du Wessex Æthelwold.